# Се Лянцзо
Се Лянцзо (кит. 谢良佐) по прозванию Сяньдао (кит. 顯道), люди называли его «Господин из Шанцая», (1050—1103) — философ-неоконфуцианец. Вместе с Ю Цзо, Люй Далинем и Ян Ши причислялся почитателями к «четырём учителям школы братьев Чэн».
В 1085 году получил высшую учёную степень цзиньши, состоял на государственной службе. Был оклеветан и разжалован в простолюдины. Считал некоторые аспекты учения буддизма школы чань подобием определённых разделов доктрины конфуцианства. Творчество Се Лянцзо как последователя Чэн И и Чэн Хао получило высокую оценку Чжу Си и Хуан Цзунси.
Основные сочинения: «Лунь юй шо» («Учение „Лунь юй“»), «Шанцай юй лу» («Запись изречений господина из Шанцая»).